# Звягинцев, Виктор Александрович
Ви́ктор Алекса́ндрович Звя́гинцев (укр. Віктор Олександрович Звягінцев; 22 октября 1950, Сталино — 21 апреля 2022, Донецк) — советский футболист, тренер, арбитр. Выступал на позиции центрального защитника. Мастер спорта СССР международного класса (1976). Судья всесоюзной категории (30.12.1989).

## Биография
Воспитанник школы «Шахтёра» (Донецк) — с 1963 года. В «Шахтёре» — 1968—1970, 1973—1975, 1977—1980 (по июль). Капитан в 1975.
В 1971—1972 годах проходил армейскую службу в командах СКА (Киев) и ЦСКА.
В 1976 году ради участия в Олимпийских играх перешёл в «Динамо» (Киев). Однако уже после Олимпиады, на которой сборная смогла занять только 3-е место, Звягинцев закончил выступления в «Динамо». Поводом к расставанию стал конфликт игроков и самого Звягинцева с Лобановским.
Играл за сборные СССР — олимпийскую (5 игр — 1972, 1975) и первую (13 игр, 1 гол — 1975—1976). Также сыграл одну неофициальную игру за сборную против сборной ГДР 9 мая 1980.
Завершал футбольную карьеру в 1981 году в «Таврии».
Характеризовался как «физически крепкий, прыгучий, быстро ориентирующийся. Действовал всегда внимательно и старательно, был одинаково силён в единоборствах и в позиционной игре».
В 1982 году некоторое время работал проходчиком на шахтах Донбасса.
Тренер отдела футбола спорткомитета Донецка — с 1985 года. Работал директором ДЮСШОР по футболу, возглавлял Донецкую городскую федерацию футбола.

### Достижения
- Бронзовый призёр Олимпийских игр 1976 г.
- 2-й призёр чемпионатов СССР 1975, 1979.
- Обладатель Кубка СССР 1980.
- В списке 33 лучших футболистов сезона в СССР: № 1 (1975), № 3 (1973, 1974).
- В еврокубках — 2 матча (1 — КЕЧ в «Динамо»; 1 — КУЕФА в «Шахтёре»).
- 3-й призёр юношеского турнира УЕФА 1969.
- Орден «За заслуги» III степени (2011)[6]

## Личная жизнь
Дочь Наталья замужем за Виктором Онопко. Дочь Виктория замужем, проживает в Санкт-Петербурге.